# Nana Appiah Mensah
Nana Appiah Mensah, plus connu sous le nom de NAM1, est un homme d'affaires ghanéen connu pour la fraude Menzgold . Il est marié à Rose Mensah, qui a été accusée par l'État de co-conspiration,.

## Éducation
Nana Appiah Mensah a fait ses études secondaires au Collège Adisadel de Cape Coast. Il a poursuivi ses études à l'Université du Ghana, à Legon[réf. nécessaire].

## Carrière
En 2016, il a fondé Zylofon Media, une société multimédia qu'il a utilisée pour recruter des musiciens notables comme Shatta Wale, Stonebwoy, Becca, Kumi Guitar et Joyce Blessing (en) . Zylofon Media a également étendu sa portée à l'industrie cinématographique, en signant des acteurs populaires comme Benedicta Gafah (en) et Toosweet Annan. Il a utilisé cela pour recruter des victimes pour l'arnaque Menzgold. La société a finalement été fermée par la Commission des valeurs mobilières du Ghana.

## Fraude Menzgold
Le 9 janvier 2019, un tribunal de circuit a émis un mandat d'arrêt contre Mensah pour blanchiment d'argent et fraude, ce qui a amené le département des enquêtes criminelles du service de police du Ghana à déclencher une alerte rouge d'Interpol,. Il a également été accusé parce que sa société n'était pas autorisée à accepter des dépôts et aurait fraudé sous de faux prétextes,. À l'automne 2023, le procureur général a annoncé qu'il prendrait en charge les poursuites dans l'affaire Menzgold, le chargeant de 39 chefs d'accusation divers.

## Restitution des victimes de Menzgold
En septembre 2018, Menzgold a poursuivi en justice la Securities and Exchange Commission du Ghana (SEC) et la Banque du Ghana (BOG) après que sa licence a été révoquée par la SEC. Mensah est retourné au Ghana en juillet 2019, affirmant qu'il avait été acquitté à Dubaï et qu'il aiderait les autorités à rembourser les clients de Menzgold, Alors que les victimes restent impayées, les partisans de Nana Appiah Mensah ont insisté sur le fait qu'il était traité injustement par le gouvernement,.
Menzgold a insisté sur le fait qu'ils devaient être payés sur ordre du tribunal de Dubaï une somme de 39 millions de dollars en paiement de l'or fourni à Royal Diamonds dans trois semaines. En plus d'une indemnisation pour incarcération injustifiée. Nana Appiah Mensah est arrivé au Ghana le 11 juillet pour être interrogé par le Département des enquêtes criminelles du Service de police du Ghana 
Le 18 août 2023, Nana Appiah Mensah a tenté de collecter davantage d'argent auprès de ses victimes grâce à une prétendue carte d'accès de vérification numérique d'une valeur de 650 GHC. Il a insisté sur le fait qu'il était nécessaire de vérifier les réclamations avant que les victimes ne soient indemnisées. Après une importante indignation publique, la décision a été annulée,.

## Poursuite
Nana Appiah Mensah et ses sociétés ont été inculpés de 39 chefs d'accusation de diverses infractions le 30 août 2023, notamment de ventes d'or sans licence, de prise de dépôts non autorisée, d'incitation à l'investissement, de fraude sous de faux prétextes, d'abus de confiance frauduleux et de blanchiment d'argent impliquant plus de 340 millions de GH₵,,,.

## Réalisations
- 2 prix pour sa contribution et son excellence en développement des affaires. - Blackstar Line Cooperative Credit Union, en collaboration avec la Fondation Marcus Garvey, a remis deux plaques de récompense à NAM 1 pour sa contribution au développement commercial avec sa liste d'entités.
- Don de 20 000 GHc aux équipes U17 et U20 du Ghana
- Prix spécial de reconnaissance pour l'innovation commerciale aux Exclusive Men Of The Year Africa Awards 2017.
- 4syte Music Video Awards 2017 - Prix pour l'ensemble de sa carrière.
- Catégorie Affaires - 50 jeunes Ghanéens les plus influents.
- Prix spécial - Prix de la personnalité de la radio et de la télévision (RTP) 2018 avant d'apparaître deuxième sur une liste des personnalités du divertissement les plus influentes au Ghana pour 2018 derrière le directeur général d'EiB Network, Kwabena Adisi, connu sous le nom de « Bola Ray ».
- 100 jeunes les plus influents d'Afrique par la Confédération de la jeunesse ouest-africaine (CWAY) en juillet 2018.
- 8e édition des Ghana Entrepreneur and Corporate Executive Awards en avril 2018 - Meilleur dirigeant d'entreprise de l'année.
- Novembre 2018 - Prix spécial aux Ghana Music Awards en Afrique du Sud.
- 2e personnalité du divertissement la plus influente au Ghana en 2018.
- En acquérant le Star Madrid FC de niveau inférieur, NAM 1 par l'intermédiaire de l'une de ses sociétés, Zylofon Cash a signé un contrat de cinq ans d'une valeur de 10 millions de dollars pour devenir le sponsor principal de la Ghana Premier League en mai 2018.
- Prix spécial de reconnaissance pour l'innovation commerciale lors des Exclusive Men Of The Year Africa Awards (EMY AFRICA) en juin 2017.